# 미나미스나마치역
미나미스나마치역(일본어: 南砂町駅, みなみすなまちえき)은 도쿄도 고토구에 있는 철도역이다.

## 타는 곳

### 도자이 선
섬식 승강장 1면 2선 형태의 지하역이다.
| 1 | ○ 도자이 선 | 우라야스・니시후나바시・츠다누마・도요 가쓰타다이 방면 |
| 2 | ○ 도자이 선 | 도요초・오테마치・다카다노바바・나카노・미타카 방면    |
| 2 | ○ 도자이 선 | 공사중 (2027년 사용개시)                               |
| 3 | ○ 도자이 선 | 공사중 (2027년 사용개시)                               |

## 역사
- 1969년 3월 29일: 영업 개시.
- 2004년 4월 1일: 영단지하철 민영화.

## 사진

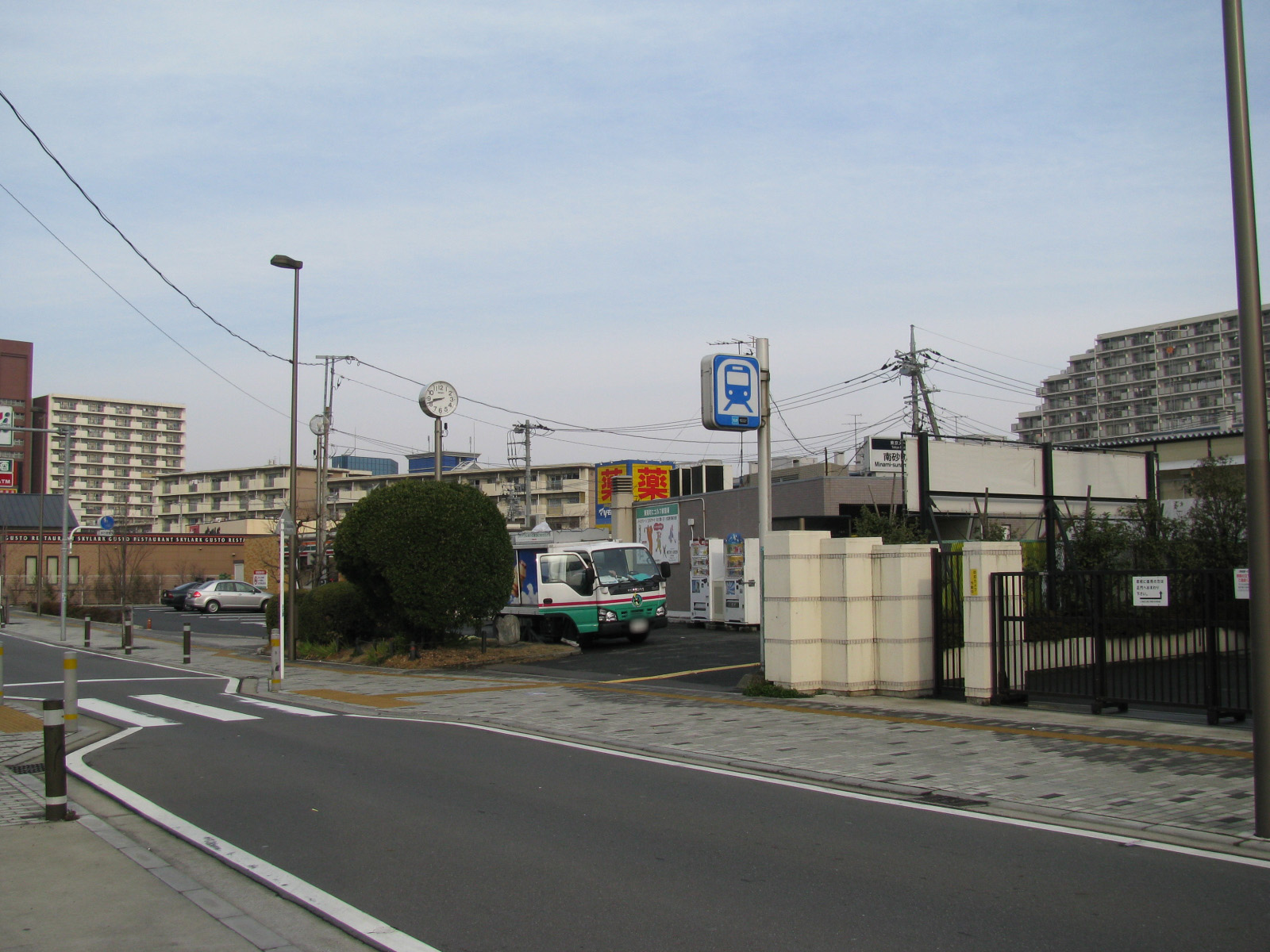
역 주변
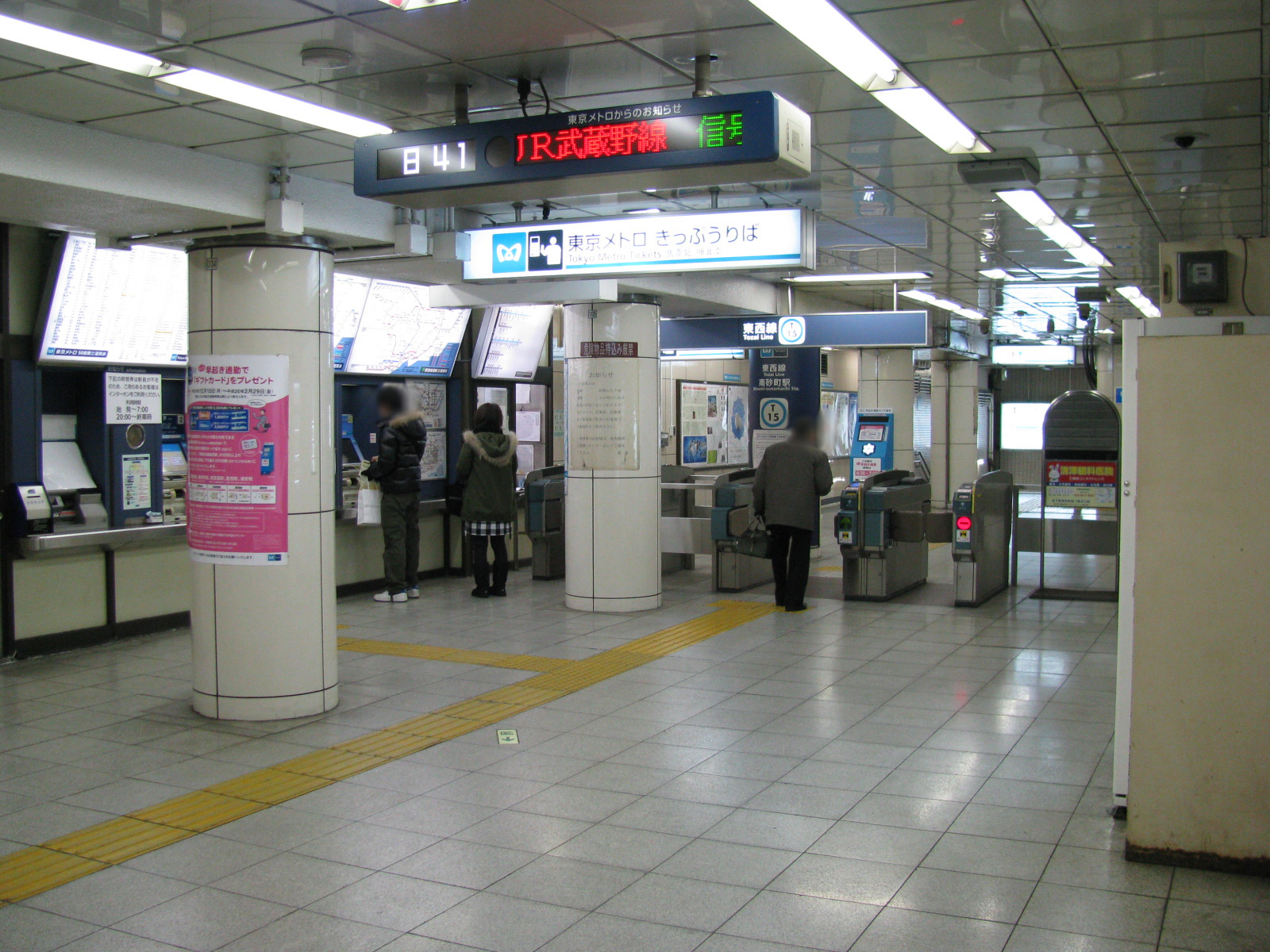
개찰구
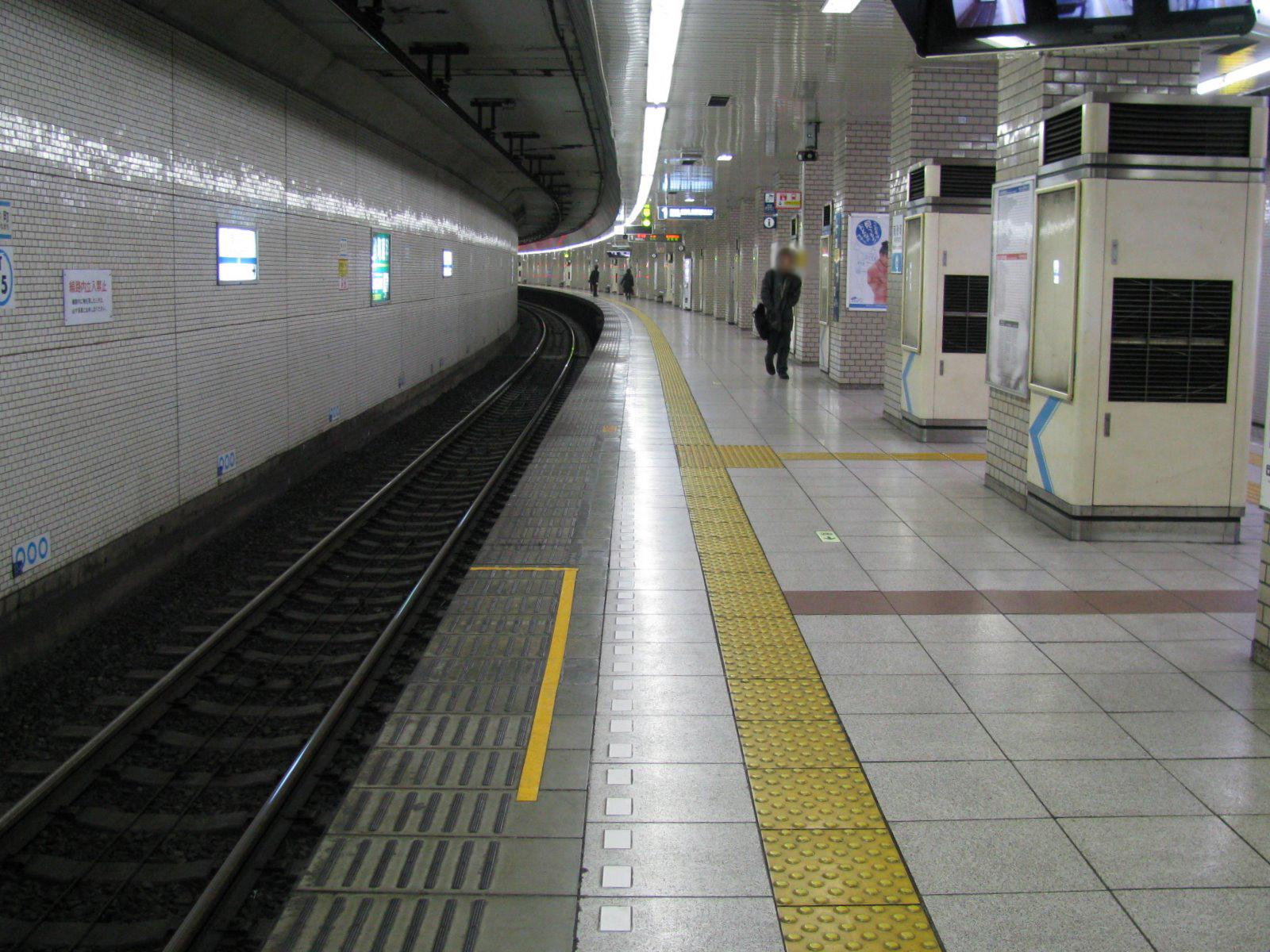
승강장

## 인접역
| 도쿄 메트로 5호선      | 도쿄 메트로 5호선 | 도쿄 메트로 5호선                |
| ---------------------- | ----------------- | -------------------------------- |
| T14 도요초 나카노 방면 | 도자이 선         | T16 니시카사이 니시후나바시 방면 |